# Z6 Theodor Riedel
Z6 Theodor Riedel – niemiecki niszczyciel typu 1934A (Leberecht Maass) z okresu przedwojennego i II wojny światowej. Po wojnie, do 1957 służył we flocie francuskiej jako Kléber. 

## Budowa
Zamówiony 9 stycznia 1935, położenie stępki – 18 lipca 1935, wodowanie – 22 kwietnia 1936, wejście do służby – 2 lipca 1937. Zbudowany w stoczni Deschimag AG w Bremie (numer stoczniowy W900). W systemie oznaczeń niemieckich niszczycieli miał przydzielony numer Z6 (rzadko używany oficjalnie), przed wojną nosił numer burtowy 22 (w czasie wojny – żadnego). Koszt budowy wyniósł 12,7 miliona Reichsmark. 
Nazwę nadano mu na cześć niemieckiego komandora podporucznika Theodora Riedela, dowódcy 6. Półflotylli Torpedowców, poległego na niszczycielu S54 podczas bitwy jutlandzkiej. 

## Służba
Przed wojną, m.in. uczestniczył w rejsie do Norwegii (lipiec 1938), a 19 sierpnia 1938 w rewii floty przed Hitlerem i węgierskim regentem Horthym. W październiku 1938 uczestniczył w rejsie na Morze Śródziemne „pancernika kieszonkowego” „Admiral Graf Spee”. 
Po wybuchu II wojny światowej działał na Morzu Północnym i w Cieśninach Duńskich, m.in. stawiając miny na Morzu Północnym we wrześniu 1939. W dniach 7-9 października 1939 uczestniczył w bezskutecznej operacji przechwytywania brytyjskich statków między Szwecją a Wielką Brytanią. Podczas nieudanej operacji Wikinger przeciw brytyjskiemu rybołówstwu 22 lutego 1940, atakując domniemany okręt podwodny, doznał uszkodzeń steru od wybuchów własnych bomb głębinowych (w operacji tej utracono „Leberecht Maass” i „Max Schultz”). 
W kwietniu 1940 „Riedel” wziął udział w kampanii norweskiej – w grupie, która zajęła Trondheim (z „Paul Jacobi”, „Friedrich Eckoldt” i „Bruno Heinemann”). Został przy tym lekko uszkodzony 10 kwietnia na skałach, a 11 kwietnia zdobył dwa norweskie małe patrolowce „Fosen” i „Stenkjaer” próbujące ucieczki. Wspierał tam następnie wojska lądowe. 
Od czerwca do lipca 1940 przebywał w remoncie. Od września do listopada 1940 operował z Brestu w zachodniej Francji. Około tego okresu został wyposażony w radar. W nocy z 28 na 29 września 1940 osłaniał wraz z „Friedrich Eckoldt” operację stawiania min przez niszczyciele („Paul Jacobi”, „Hans Lody”, „Friedrich Ihn”, „Karl Galster”, „Erich Steinbrinck”), w Zatoce Falmouth u wybrzeży Anglii. Od listopada 1940 do kwietnia 1941 był w remoncie. W tym okresie wzmocniono lekkie uzbrojenie plot. do 9 działek 20 mm. Operował następnie głównie w rejonie Skagerraku. Podczas przebazowania do Norwegii, 12 sierpnia 1941 został uszkodzony na skałach podwodnych w rejonie Bergen (remont od września 1941 do maja 1942). Ponownie uszkodził śruby na skałach w Vestfjordzie 3 lipca 1942 (wraz z „Hans Lody" i „Karl Galster"), remontowany do sierpnia 1942.
Od grudnia 1942 do listopada 1943 działał z baz w północnej Norwegii, głównie przeciw konwojom alianckim do ZSRR w Arktyce. 31 grudnia 1942 uczestniczył w operacji Regenbogen przeciw konwojowi JW 51B („bitwie noworocznej”), lecz będąc w grupie krążownika „Lützow”, nie zdołał wziąć udziału w walce. Flota niemiecka w Norwegii wykazywała następnie niską aktywność. W dniach 4-6 lutego 1943 wraz z Z31 i stawiaczem min „Brummer” wziął udział w ostatniej akcji stawiania min u wybrzeża ZSRR. 2 kwietnia 1943 „Riedel” uległ uszkodzeniu na skutek pożaru w kotłowni na Morzu Norweskim. 8 września 1943 wziął udział w operacji Zitronella – rajdzie niemieckich pancerników na Spitsbergen. Po powrocie z Norwegii, w grudniu 1943 osłaniał operację stawiania min u wybrzeży Danii. Następnie, od grudnia 1943 do maja 1944 przebywał w remoncie. W tym okresie liczbę działek przeciwlotniczych 20 mm zwiększono do 14. 
Od czerwca 1944 do kwietnia 1945 działał w Cieśninach Duńskich. 18 listopada 1944 został uszkodzony na skutek uderzenia w molo w porcie Frederikshavn, remont zajął półtora miesiąca. Pod koniec wojny działał na zachodnim Bałtyku. Podczas ostatnich dni wojny, wraz z „Paul Jacobi”, „Hans Lody”, „Friedrich Ihn”, „Karl Galster” i Z25, Z38, Z39, odbył kilka rejsów, ewakuując uchodźców niemieckich z Helu do Kopenhagi. Kapitulacja Niemiec zastała go w Kilonii.

## W służbie francuskiej
Po wojnie przyznany w 1945 Wielkiej Brytanii, po czym 4 lutego 1946 przekazany przez nią Francji i wcielony do służby francuskiej pod nazwą „Kléber” (numer T-03). W latach 1948–1951 przeszedł remont i modernizację w Cherbourgu, zastosowano na nim amerykańskie radary i 6 działek przeciwlotniczych 40 mm Bofors w miejsce dotychczasowego uzbrojenia plot, zdemontowano też działo nr 3 artylerii głównej. Od grudnia 1951 wchodził w skład 3. dywizjonu niszczycieli bazującego na Morzu Śródziemnym. 20 grudnia 1953 wycofany do rezerwy A, w sierpniu 1956 do rezerwy B. Od 10 kwietnia 1957 rozbrojony, służył jako hulk Q-85, po czym w tym samym roku skreślony z listy floty i sprzedany na złom.
Historia konstrukcji i opis okrętu – w opisie niszczycieli Typu 1934.

## Dane techniczne
- wyporność:
  - standardowa: 2171 t
  - pełna: 3110 t
- wymiary:
  - długość: 119 m
  - szerokość: 11,3 m
  - zanurzenie: 3,8-4,3 m
- napęd: 2 turbiny parowe o mocy łącznej 70 000 KM, 6 kotłów parowych Wagnera (ciśnienie pary 70 atm), 2 śruby
- prędkość maksymalna: 38 w.
- zasięg: 1900 mil morskich przy prędkości 19 w.
- zapas paliwa: 770 t. mazutu
- załoga: 325

Uzbrojenie: 
- 5 dział 127 mm SK C/34 w pojedynczych stanowiskach, osłoniętych maskami (5xI)
  - długość lufy L/45 (45 kalibrów), donośność maksymalna 17.400 m, kąt podniesienia +30°, masa pocisku 28 kg, zapas nabojów - 120 na działo (rzeczywisty kaliber 128 mm).
- 4 działka przeciwlotnicze 37 mm LC/30 podwójnie sprzężone (2xII)
- 6-14 działek przeciwlotniczych 20 mm (początkowo 6xI, później 9xI, pod koniec wojny 1xIV, 2xII, 6xI)
- 8 wyrzutni torpedowych 533 mm (2xIV), 12-16 torped
- 18 bomb głębinowych (zrzutnia bg, później miotacze)
- 60 min morskich (opcjonalnie)

Wyposażenie
- radar FuMo 21 (od 1941/42), FuMo 24/25 (od 1943)
  - radar FuMo 63 (od 1944)
  - szumonamiernik GHG
  - hydrolokator S-Gerat (od sierpnia 1940)
  - system kierowania ogniem artylerii głównej: dwa 4-metrowe dalmierze stereoskopowe (na nadbudówce dziobowej i śródokręciu), centrala artyleryjska C34/Z